# Гюнтер Фіценц
Гюнтер Фіценц (нім. Günther Viezenz; 1 лютого 1922, Ґьоленау — 14 січня 1999, Кельн) — німецький офіцер, оберст-лейтенант (підполковник) вермахту, оберст (полковник) бундесверу. Кавалер Лицарського хреста Залізного хреста.

## Біографія
Гюнтер Фіценц — володар найбільшої кількості нарукавних знаків «За знищений танк»: за весь період бойових дій він знищив 21 ворожий танк.
1 квітня 1956 року поступив на службу в бундесвер, вийшов у відставку 20 березня 1980 року.

## Нагороди[1]
- Залізний хрест 2-го і 1-го класу
- Штурмовий піхотний знак в сріблі
- Медаль «За зимову кампанію на Сході 1941/42»
- 5 нарукавних знаків «За знищений танк» (4 знаки 1-го ступеня і 1 знак 2-го ступеня)
- Лицарський хрест Залізного хреста (1 липня 1944) — як обер-лейтенант і командир 10-ї роти 7-го піхотного полку 252-ї піхотної дивізії.
- Офіцерський хрест ордена «За заслуги перед Федеративною Республікою Німеччина» (1979)